# Váša Chmel
Váša Chmel (vlastním jménem Václav Chmel, 25. srpna 1871 Říčany – 13. července 1942 Praha) byl český koncertní a operní pěvec a hudební pedagog.

## Život

### Mládí
Narodil se v Říčanech v rodině uzenáře Josefa Chmela a jeho ženy Františky, rozené Petrášové. Vyučil se u otce uzenářem, následně odešel vykonávat řeznické řemeslo, patrně do uzenářského závodu svého bratrance Antonína Chmela, zdokonalil technologii výroby tzv. pražské šunky a úspěšně ji od roku 1879 vyráběl na pražské Zvonařce. Posléze Václav studoval zpěv u Josefa Lva, Františka Picky a u pěvců Robinsona a Greifa ve Vídni. Následně začal zpěv vykonávat profesionálně. Posléze začal užívat domáckou podobu svého jména, Váša Chmel.
Po jistou dobu působil Chmel také jako impresário operní pěvkyně Emmy Destinnové. V období první světové války připravil společné turné s Destinnovou, které propagovalo české písně a mělo posílit české národní sebevědomí ve válečných letech. V sezóně 1923/1924 se objevil v roli Desátníka v činohře Národního divadla Baron Goertz podle předlohy Emanuela Bozděcha.

### Manželství
Byl ženat s Marií Chmelovou, rozenou Tučkovou. Roku 1897 se jim narodila dcera Marie.

### Úmrtí
Váša Chmel zemřel 13. července 1942 v Praze ve věku 71 let. Pohřben byl v hrobce ozdobené jeho bustou nedaleko hlavní brány Vinohradského hřbitova. Spolu s ním byl v hrobě uložen také pěvec Lev Uhlíř.

## Galerie

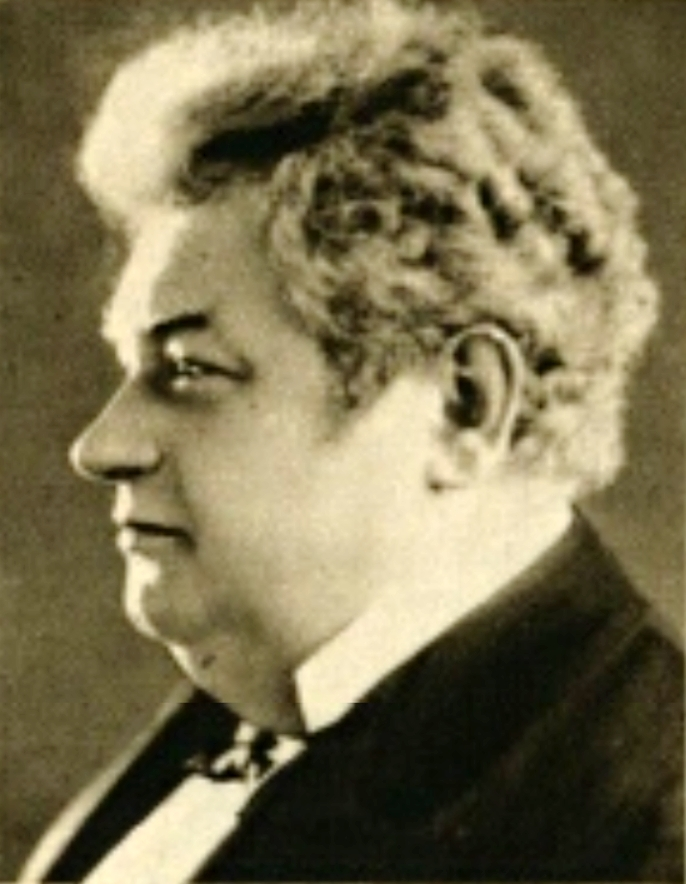
Váša Chmel v roce 1941 v době oslav sedmdesátých narozenin a padesáti let jeho umělecké činnosti
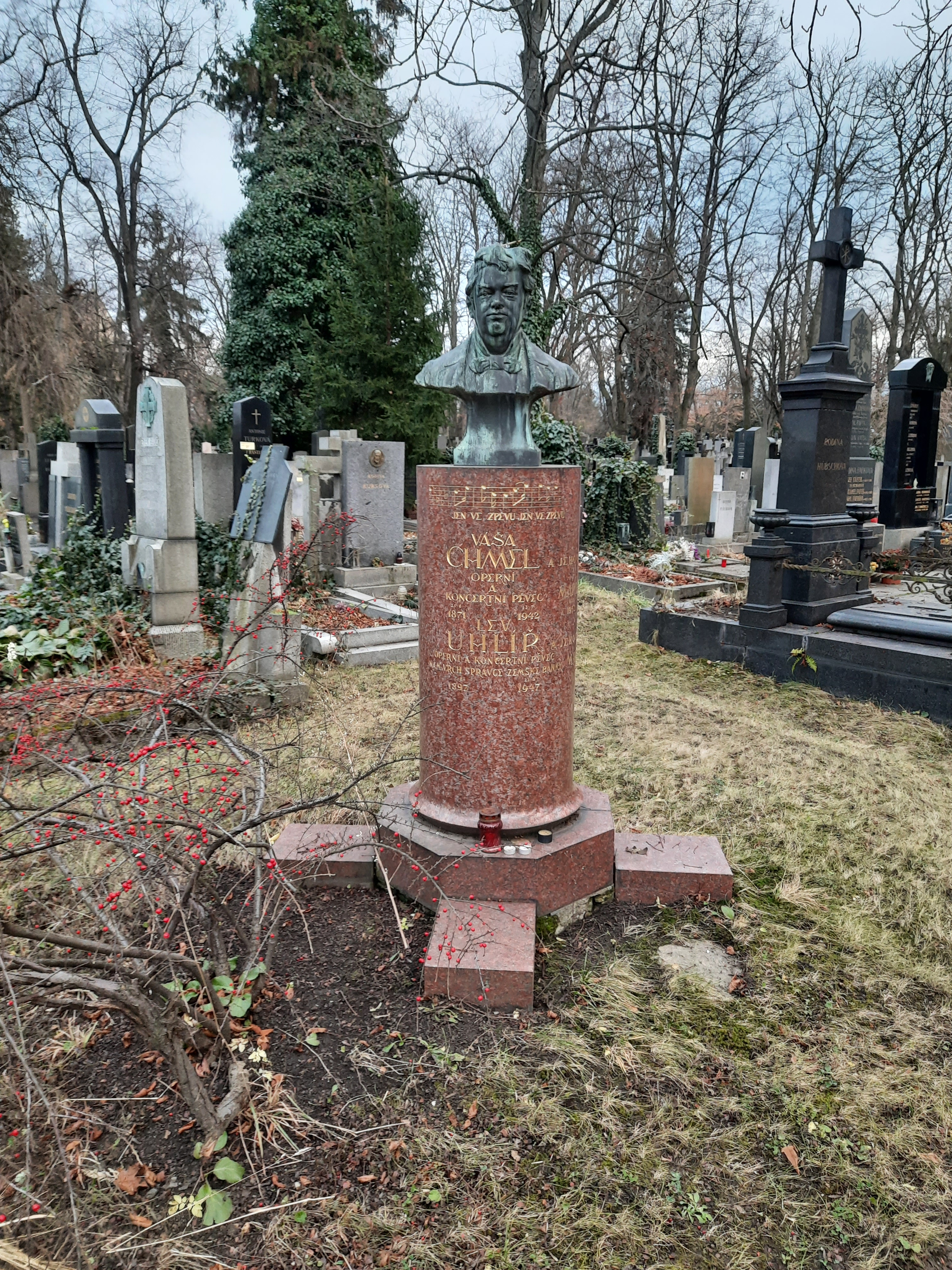
Hrob Váši Chmela a Lva Uhlíře na Vinohradském hřbitově